# Organo a canne
L'organo a canne, componente più noto della famiglia degli organi, è uno strumento musicale della famiglia degli aerofoni. Viene suonato per mezzo di tastiere, suddivise in due o più manuali e pedaliera. Nasce come vera e propria invenzione nel 275 a.C. ad opera di Ctesibio ad Alessandria d'Egitto e, attraverso circa 2 300 anni di storia, è appartenuto a diversi popoli e culture.
Il termine "organo a canne" è un retronimo coniato dopo l'avvento degli organi senza canne, che sono l'armonium e gli organi elettromeccanici ed elettronici; mentre il termine generico originale, per questo strumento a tastiera, è semplicemente organo.

## Descrizione
Prima di essere scelto come strumento privilegiato all'interno delle chiese d'impronta cristiana, ha svolto diversissime funzioni, nel mondo ellenico, bizantino, romano e medievale, tra le quali, alla nascita, quello di automa sperimentatore dell'azione delle forze naturali. Successivamente, per la sua valenza musicale, diventato molto di moda nel mondo antico, è stato usato negli stadi per competizioni musicali o accompagnamento di gare sportive o ludi gladiatori.
A Bisanzio era oggetto di meraviglia, suonato a palazzo solo dalla corte imperiale e successivamente commento delle notti bizantine nei palazzi nobiliari. Nel mondo romano diventa talmente di moda da costituire una specie di pianoforte verticale ante litteram, entrando in quasi tutte le case romane che potevano permetterselo e venendo riprodotto in bassorilievi, stele, monete, mosaici, affreschi e persino in lucerne con la sua forma. Successivamente, ripudiato inizialmente dai Padri della Chiesa per la sua fortissima valenza profana, sparisce dalla circolazione e si rifugia nei monasteri come strumento privilegiato per lo studio dell'armonia e della nascente prepolifonia. L'organo dovette ancora assolvere diversi compiti profani prima di divenire strumento principe della musica sacra occidentale, tra i quali anche quello di macchina bellica, trainata su un carro e usata per terrorizzare i nemici con un suono potentissimo, che si poteva udire a miglia di distanza. Visto l'uso ancora ibrido, l'inizio della piena accettazione nelle chiese avvenne soprattutto attraverso la mediazione dell'insegnamento.
Nell'826, un anonimo prete veneto incentivò la costruzione in loco degli organi, introducendone la tecnica dalla vicina Grecia.
Nell'872, papa Giovanni VIII chiese l'invio a Roma di uno strumento costruito in Baviera, assieme allo specialista che sapeva suonarlo, per l'apprendimento della musica da parte dei chierici romani. Ancora oggi l'organo, oltre all'uso liturgico, riveste quello d'intrattenimento. Nel Novecento commentava i primi film muti in sostituzione del pianoforte, mentre è stato ed è tuttora usato nel jazz, pop, rock e nel commento di partite di baseball. Negli auditorium o in grandi magazzini americani intrattiene i clienti, sia in veri e propri concerti sia in esibizioni estemporanee in stile organ bar.

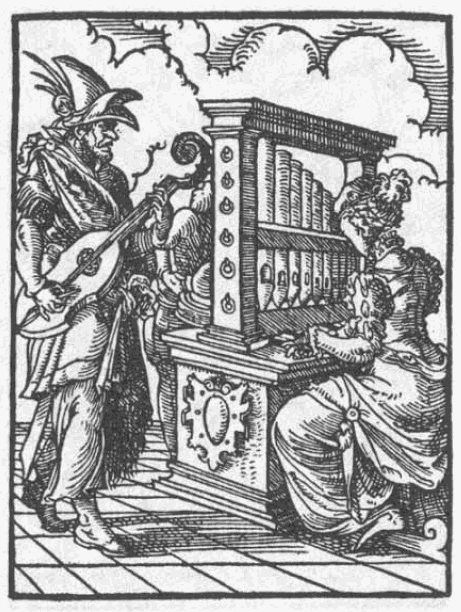
Organo del 1568.

Il suono è prodotto da un sistema di canne, metalliche o lignee, di grandezza, lunghezza e fattura variabili secondo la nota e il timbro che esse devono riprodurre.
L'organo ha un ruolo di primo piano nella musica sacra e nella liturgia. Ispirandosi al concetto di organo consegnato dalle storiche tradizioni organarie, nei secoli altri strumenti sono stati ideati e costruiti, di pari passo con l'avanzare delle migliori tecnologie dell'epoca e del gusto musicale: nel Ottocento, è stato inventato l'armonium e nel Novecento, con i progressi dell'elettronica, ha visto la luce l'organo Hammond.

Esistono, oramai, ancor più sofisticati strumenti digitali, in cui il suono può essere creato artificialmente o campionato da strumenti acustici. Benché queste soluzioni tecnologiche permettano di ridurre enormemente i costi e gli ingombri rispetto agli organi tradizionali, dandone così la disponibilità a molti studenti e a piccole chiese, gli strumenti tradizionali ad aria conservano pienamente il loro ruolo nell'ambito concertistico e liturgico.
L'estensione dell'organo è potenzialmente la più ampia fra tutti gli strumenti musicali, dal momento che ne esistono alcuni capaci di superare le dieci ottave. Inoltre, per merito dei numerosi e vari registri (o "voci") associabili ai manuali e alla pedaliera, l'organo è in grado di produrre, a parità di tasti e pedali premuti, una complessa sinfonia di suoni, che lo rende simile a una vera e propria orchestra.
Il più grande organo esistente, anche se non completamente funzionante, è quello della Boardwalk Hall di Atlantic City, negli USA.

## Storia
L'organo è uno strumento di origine antichissima. Il primo organo fu costruito nel III secolo a.C. da Ctesibio di Alessandria. Due antiche descrizioni dell'organo sono contenute nella Pneumatika di Erone di Alessandria (120 a.C.) e nel De architectura di Vitruvio (I secolo). L'aria, compressa da una o due mantici, faceva scendere il livello dell'acqua contenuta in una campana di bronzo o di rame immersa in un tino. L'acqua, a sua volta, spingeva l'aria verso le canne, facendole suonare. Sul somiere vi era una serie di tubi sonori, le canne, che fornivano tutte un suono differente in altezza, ma non in timbro. Vi era una tastiera non dissimile da quelle odierne collegata a valvole, che permettevano di suonare ogni singola canna. Nell'organo descritto da Vitruvio vi era anche un sistema per la selezione di una o più (registri).
Questi ultimi erano solitamente in numero variabile da 4 ad 8 ed erano così disposti:
-Principale
-Ottava
-Decimaquinta 
-Decimanona
-Bordone
-Flauto in ottava
-Tibia 
-Ottavino
-Uccelliera
Già in epoca ellenistica il complesso sistema idraulico di alimentazione viene sostituito con dei mantici.
La struttura dell'hydraulis si è evoluta nel tempo, pur mantenendo tuttavia le medesime componenti strutturali:
- sistema di produzione dell'aria;
- sistema di immagazzinamento dell'aria a pressione;
- sistema di distribuzione dell'aria a pressione;
- meccanica del comando;
- parte fonica.

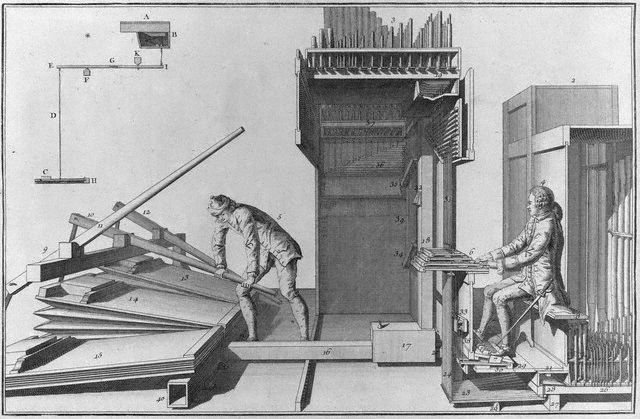
Mantice dell'organo.

Impiegato nella civiltà romana e nell'area bizantina per celebrare festività pubbliche, esso avrà un cambiamento di destinazione grazie ad un evento casuale: nel 757 l'imperatore di Bisanzio, Costantino Copronimo, fece dono di un organo a Pipino il Breve, il quale lo collocò nella chiesa di San Cornelio a Compiègne, in Francia . Da allora iniziò la rapida diffusione dello strumento nei luoghi di culto cristiani e nella liturgia.
L'evoluzione dell'organo fu notevole: in pochi secoli si passò dall'elementare prototipo dell'VIII secolo, in cui la tastiera era formata da vere e proprie leve (coulisse, tirate dal suonatore) e le canne disposte secondo "blocchi" sonori senza registri distinti, ai modelli tardo trecenteschi e quattrocenteschi dotati di pedaliera, con una tastiera simile a quella moderna e con registri distinti. In ambito profano era utilizzato l'organo portativo, di piccole dimensioni; l'esecutore suonava con la mano destra e con la mano
sinistra azionava il mantice.

### Scuole nazionali
Alla fine del Quattrocento e nel Cinquecento si iniziano a definire vere e proprie caratteristiche costruttive areali se non proprio nazionali o regionali. In sintesi si possono identificare alcune macro-aree: germanico-fiamminga, francese, iberica e italiana.

#### Italia
La scuola italiana mostra una netta predilezione per la tastiera unica divisa in bassi e soprani, le limpide sonorità prettamente italiane del principale e del ripieno e la limitata estensione della pedaliera, sovente senza registri propri e usata molto spesso solo nelle cadenze. Gli organi italiani ottocenteschi tendono spesso a presentare registri che imitano le bande musicali. In alcuni organi, infatti, è presente la possibilità di emulare piatti, grancassa e campanelli (chiamati proprio Banda Turca), mentre nella pedaliera si può trovare un registro a battimenti detto Timballi o Rullante, che va ad imitare i tamburi.

#### Area tedesco-fiamminga e Francia

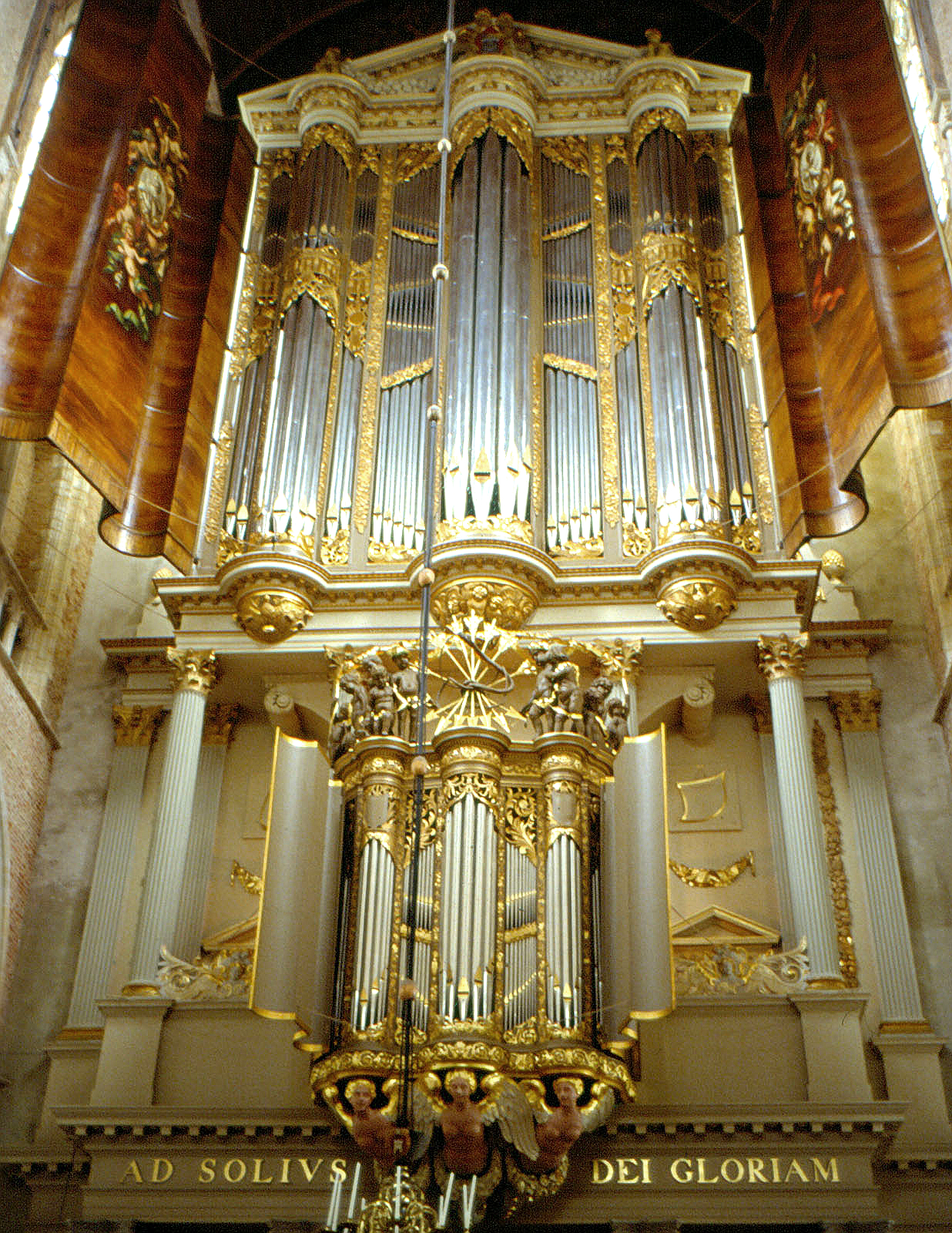
L'organo della chiesa di San Lorenzo ad Alkmaar, nei Paesi Bassi.

La tradizione costruttiva tedesco-fiamminga e francese farà evolvere tipologie organarie basate sulla distinzione dei corpi sonori (più tastiere – da una a cinque – e pedaliera con registri autonomi).

#### Area iberica
Nei paesi iberici (Castiglia, Paesi Baschi, Portogallo) e in America Latina, si diffonde a partire dalla seconda metà del Cinquecento. Nel XVII secolo, frate José de Echevarría, introduce l'"arca degli echi", un apparato che produce una emissione sonora su più piani sonori le cui caratteristiche sono così riassumibili: grande varietà di registros de lengueteria  (registri ad ancia), trompeteria tendida o de batalla (trombe orizzontali), 'Corneta' (collocata in un somiere situato in alto), tastiera spesso unica divisa in bassi e soprani (teclado partido).

## Componenti e caratteristiche

### La facciata
Si dice "facciata", "mostra" o "prospetto" la porzione di canne che è visibile all'esterno, e che varia nello stile a seconda delle influenze artistiche dell'area geografica a cui appartiene l'organo.

#### Organo italiano

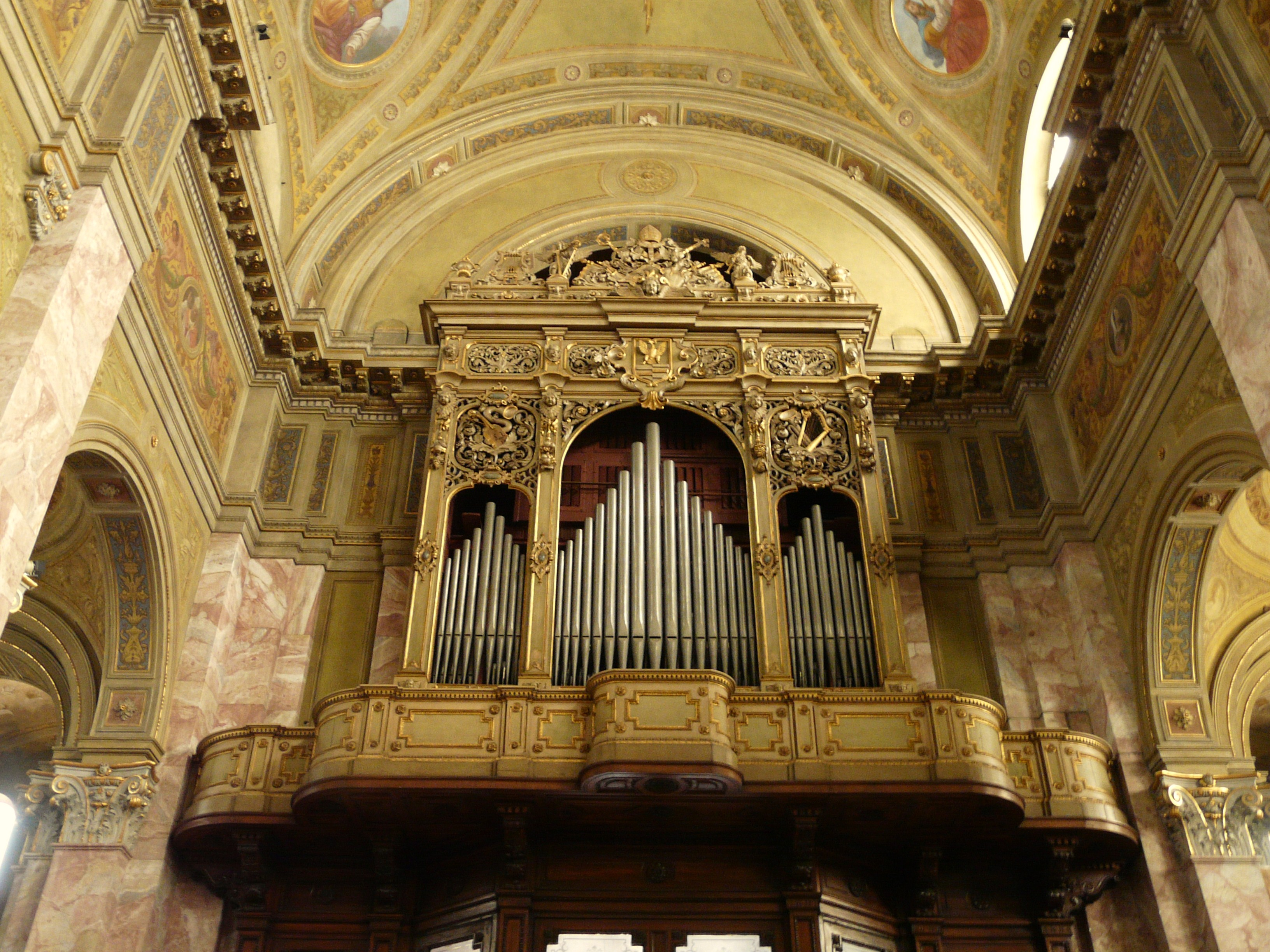
L'organo della Basilica di San Martino a Magenta.

Nell'organo italiano la mostra si presenta sempre costituita da una cassa armonica, generalmente lignea, a forma di parallelepipedo e decorata più o meno sfarzosamente, secondo le occasioni: vi sono alcune casse che hanno soltanto un timpano rettangolare sulla sommità, altre che sono decorate da colonne, fregi, archi e dipinti. Un'altra caratteristica della mostra dell'organo "all'Italiana" è che, talvolta, lo spazio delle canne – in alcuni casi mute – può essere chiuso da lignee dipinte ed intagliate.

#### Organo francese
Gli organi francesi hanno generalmente una mostra molto simile a quella tedesca, costituita da una cassa armonica irregolare nella forma (molto spesso a nicchia) all'interno delle quali si trovano le canne. Lo schema che accomuna gran parte delle mostre francesi è costituito dall'alternarsi di canneti "a triangolo" ad alcuni circolari, che accolgono le canne più grandi, ovvero quelle che producono il suono più grave. Nelle mostre degli organi di tipo francese è abbastanza frequente la presenza di statue.

#### Organo tedesco

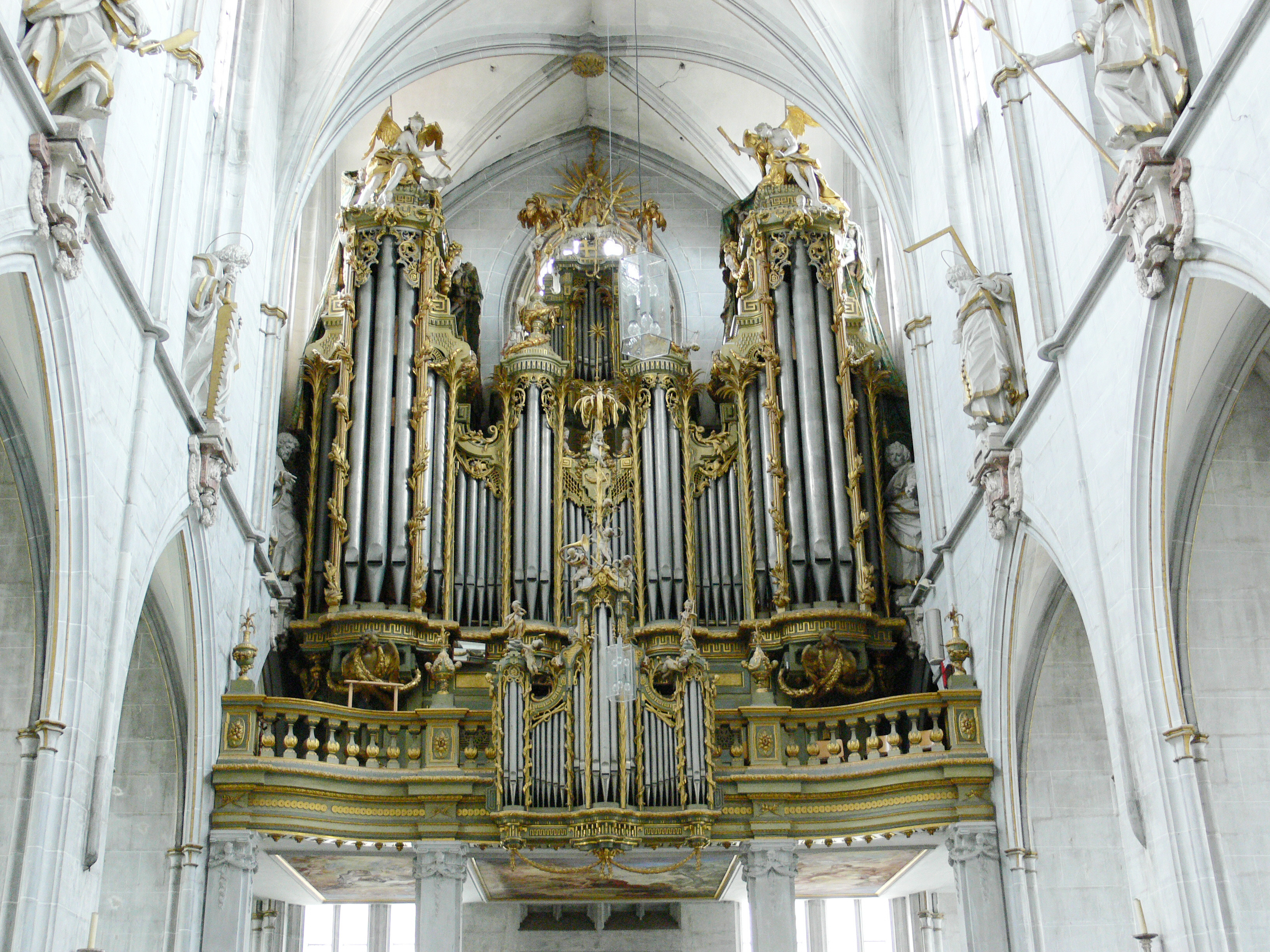
L'organo della Cattedrale di Salem, in Germania.

Gli organi di tipo tedesco puntano soprattutto alla ricchezza ed alla maestosità della mostra. Quindi, soprattutto negli organi barocchi, possiamo ammirare delle complesse facciate costituite dall'alternarsi di canneti a triangolo e semicircolari e di statue e stucchi. Una particolarità assoluta dello stile tedesco, che si diffuse anche in tutte le Fiandre, è quella propria degli organi situati sopra le cantorie in cui la consolle, guardando dal basso, è nascosta da un piccolo corpo d'organo situato sulla balaustra della balconata, detto Rückpositiv (positivo tergale).

### Canne

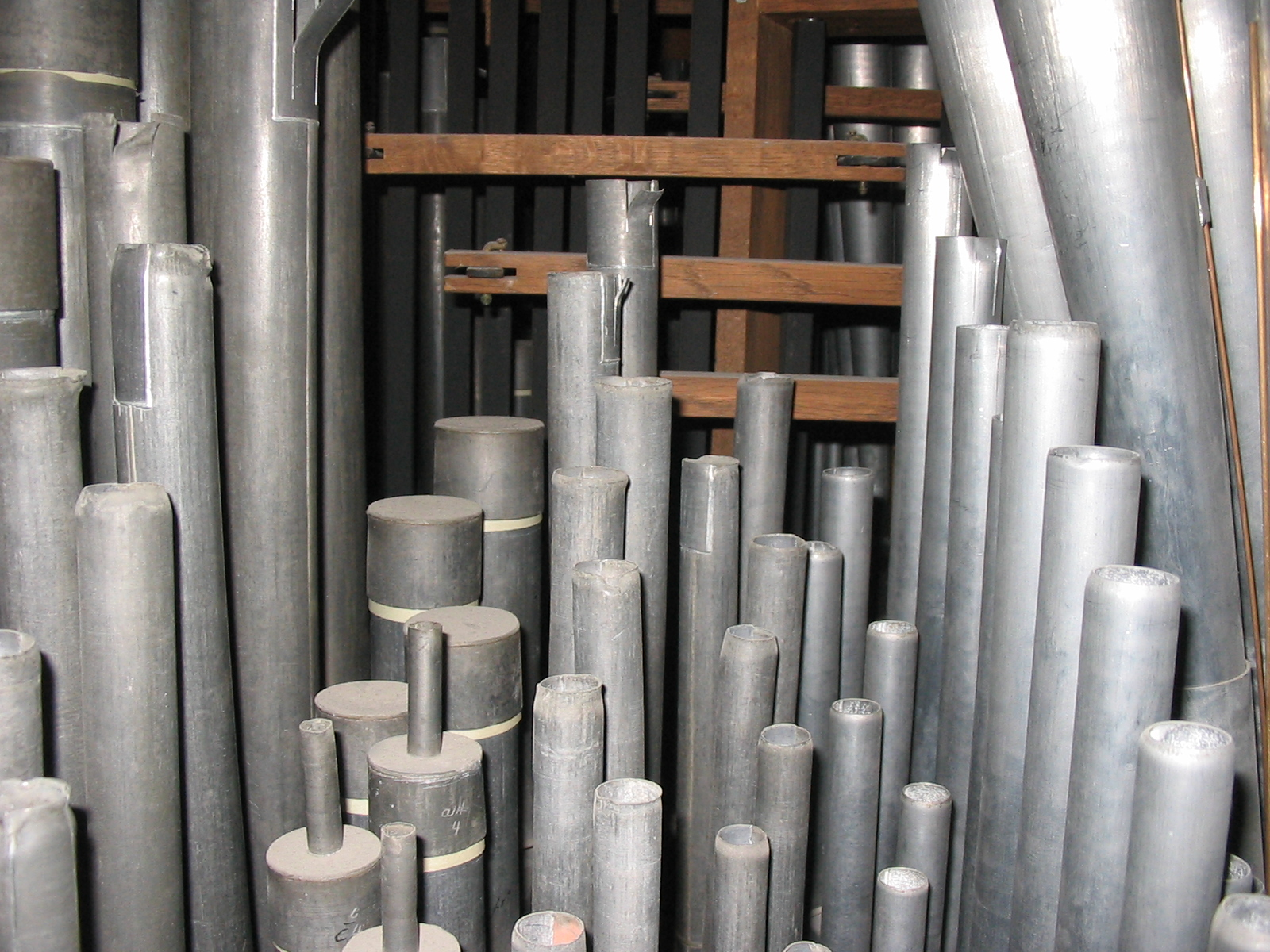
Canne ad anima.

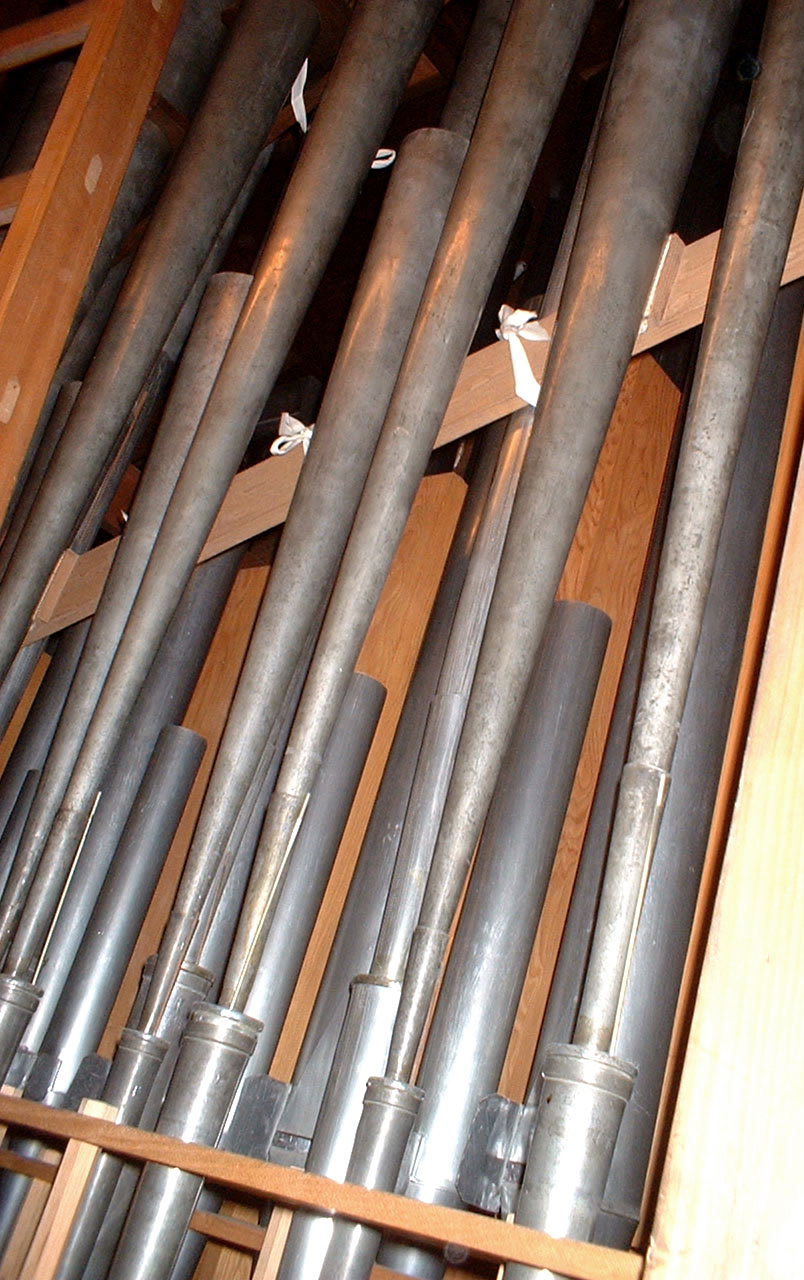
Canne ad ancia.

Le canne sono l'elemento che produce il suono dell'organo. Le canne si distinguono fra l'altro in base al metodo di produzione del suono: le canne dette ad ancia dispongono di una lamina interna, spesso di ottone, che vibrando mette in moto l'aria contenuta nelle canne producendo così il suono.  Nelle canne dette ad anima (queste ultime chiamate anche labiali) manca un'ancia separata, la cui funzione viene svolta dal labbro laterale. Le canne venivano raggruppate in file ordinate, generalmente dietro le tastiere, ma con il progresso della tecnica pneumatica, elettrica ed elettronica, oggi possono essere installate liberamente, ponendole dove risultino ottimizzati l'acustica e lo spazio disponibile.

### Somieri
Il somiere è la parte principale dell'organo: si tratta di una "cassa", destinata a distribuire l'aria prodotta dal mantice alle canne, disposte sopra la suddetta cassa, a mezzo di opportuni sistemi di passaggio dell'aria, comandati dall'organista. Normalmente ogni manuale ha un proprio somiere, sul quale sono inserite le canne.
Esistono diversi tipi di somieri, secondo il sistema costruttivo; in passato i più noti erano quello detto "a tiro" e quello "a vento"; entrambi i sistemi avevano la caratteristica di disporre del "canale per tasto" (ogni tasto aziona il ventilabro corrispondente a quel canale), ma con la sola differenza di azionare i registri (il passaggio dell'aria alle canne) con modalità diverse. In epoche più recenti sono stati integrati altri sistemi per ottenere analoghi risultati, quali i sistemi "a pistoni" e "a membrane", che utilizzavano tecnologie derivanti dalla pneumatica, per poi gradualmente perfezionarsi con l'elettricità e con l'elettronica.
Oggi il modello di somiere più diffuso è il somiere a tiro, che viene riproposto con tecnologie costruttive più sicure riguardo ai difetti nativi legati alla tenuta d'aria, in particolar modo per l'aderenza delle stecche entro la loro sede di scorrimento. L'azionamento dei registri, oggi, è opzionale con sistema meccanico oppure elettrico, ma normalmente, nelle console poste nella cassa stessa dello strumento, le tastiere sono meccaniche.
Il somiere a tiro è fornito, appunto, di una serie di stecche di legno con dei fori e ogni stecca permette l'inserimento di un registro, in quanto, scorrendo su una serie di fori, produce a piacimento l'apertura o la chiusura di questi ultimi per gestire l'intera fila di canne poste sopra il somiere. Questo tipo di somiere è generalmente più semplice e intuitivo da costruire e da riparare, ma l'incollaggio non corretto o la tenuta d'aria insufficiente sono all'origine dei due difetti più importanti e del resto ben noti:
- il cosiddetto "imprestito" (ovvero il passaggio dell'aria da un canale all'altro o da una nota all'altra) avviene per l'incollaggio difettoso dei separatori, non più a tenuta d'aria, oppure tramite le stecche stesse dei registri, il cui gioco permette il passaggio dell'aria tra il proprio foro e quello corrispondente ad un semitono vicino;
- il termine "strasuono" indica invece i casi in cui il ventilabro (comandato dal tasto) non chiude perfettamente il canale, permettendo un lieve passaggio d'aria che fa suonare una canna senza che si sia premuto un tasto. Questo difetto è meno grave, in quanto può essere dovuto semplicemente alla sporcizia.

Come detto, i sistemi moderni di costruzione di un somiere a tiro tendono ad evitare queste perdite.
Nel somiere a vento (che raramente viene riproposto per strumenti di nuova realizzazione), invece, ogni stecca comanda una serie di piccole valvole (dette ventilabrini), ciascuna dotata di una piccola molla di chiusura. Dette valvole sono presenti all'interno del "canale per tasto" stesso, e le canne sono poste sui loro rispettivi fori, esattamente sopra il separatore di ciascun canale.
In questo tipo di somiere non ci sono perdite d'aria, nel senso che, se costruito correttamente, esso è nativamente efficiente; ma la costruzione e la riparazione sono più difficili. Anche il somiere a vento, comunque, può essere molto affidabile e durevole nel tempo (quello dell'organo Antegnati di S. Giuseppe a Brescia funziona perfettamente dopo quasi 500 anni).
Entrambi i tipi di somiere sono documentati in Italia fin dall'inizio del Cinquecento, ma i grandi maestri organari della tradizione italiana cinquecentesca (Facchetti, Zeffirini, Cipri, Antegnati) prediligevano il somiere a vento, specie per gli strumenti importanti o di grandi dimensioni. A partire dal XVII secolo diventa invece prevalente, sia in Italia che in Europa, l'uso del somiere a tiro. Attualmente sembrano prevalere i somieri a tiro, per la facilità con cui vengono elettro-asserviti.

### Mantici
I mantici sono una parte fondamentale dell'organo. Ora hanno la funzione di semplici serbatoi di supporto al motore e di stabilizzatori di pressione, ma nei tempi antichi erano una delle parti dell'organo più curate, in quanto costituivano l'unica sorgente d'aria. Il compito dei mantici è quello di mantenere a pressione costante l'aria all'interno dei somieri indipendentemente dalla quantità che viene consumata.
I mantici hanno forme differenti: "a cuneo" e "a lanterna", a seconda della modalità di apertura.
Quelli a cuneo si sollevano solo da un lato, proprio con la forma di un cuneo, quando aperti. La pressione dei mantici viene impostata in sede di "prova" dei somieri e successivamente con una previa intonazione in laboratorio tramite "zavorre" sulla sommità del mantice che stabiliranno il giusto equilibrio di pressione richiesto dal funzionamento generale dello strumento. In luogo delle zavorre sono impiegate anche delle molle metalliche, in particolare quando l'asse del movimento della tavola mobile del mantice non è più verticale (mantice a parete o capovolto) per le ovvie ragioni di gravità.                                                                                 
I mantici a lanterna, invece, sono formati da tavole unite da pieghe parallele e il loro movimento si conserva perpendicolare ad esse sia in fase di pressione che di decompressione.
Negli organi antichi la quantità di mantici era regolata dalla grandezza dell'organo, infatti più l'organo era grande e maggiore era il numero di mantici necessari. Il flusso costante d'aria era assicurato dall'alzamantici, una persona che aveva il compito di entrare all'interno dei meccanismi dello strumento e, grazie ad una discreta forza fisica, sollevare i mantici che si sgonfiavano durante il suono dell'organo. Questo imponeva che un organista per suonare doveva avere anche un alza mantici, mentre un organista per un concerto poteva essere affiancato da più alzamantici, da un tiraregistri e da un volta pagine. Il sollevamento dei mantici veniva effettuato tramite una leva, una corda oppure tramite un sistema di gonfiaggio a manovella composto da una ruota inerziale collegata ad un perno sagomato che agiva su dei piccoli mantici "pompa" che caricavano il mantice principale (meccanismo in uso principalmente per organi di modeste dimensioni).
Con l'avvento dell'elettricità il compito dell'alzamantici è stato completamente sostituito dall'uso dell'elettro-ventilatore a chiocciola, ovvero una pompa centrifuga azionata da un motore elettrico che immette aria nel mantice, che viene azionata dall'organista poco prima di iniziare a suonare mediante un comando elettrico. L'aria in ingresso è regolata attraverso valvole, solitamente una valvola detta "a tendina" che si chiude pian piano, come una piccola tapparella, solidale al movimento del mantice in sollevamento. Quando il mantice è completamente pieno, questa valvola risulta quasi completamente chiusa e l'aria viene parzialmente bloccata e si stabilisce una situazione di equilibrio. Con l'abbassamento del mantice, ovvero quando l'organo suona, la valvola si apre il tanto necessario per equilibrare l'aria in uscita. Sono tuttora esistenti organi dove la valvola invece di interrompere l'aria in ingresso apre un'uscita, ovvero uno "sfogo" dove l'aria in eccedenza esce senza sovraccaricare il mantice.

### Trasmissione
Dalle tastiere i comandi di apertura con un sistema meccanico (per mezzo di leve e bilancieri), pneumatico (col passaggio dell'aria attraverso un tubicino), elettrico (per mezzo di relè), elettronico (con microchip) o misto pervengono ai "ventilabri", ossia valvole poste all'interno del somiere, che permettono il passaggio dell'aria alle canne quando viene premuto un tasto. Ultima generazione è la trasmissione digitale: l'originalità di questa trasmissione consiste nel collegare il corpo canne alla consolle con un semplice cavo schermato a due poli (universalmente utilizzato per i computer, quindi di sicura affidabilità nell'uso e nella durata). Quale canna, o quale gruppo di canne vengono attivate dipende anche dalle impostazioni dei registri e delle unioni. Si noti che le canne suonano sempre facendo passare l'aria attraverso di esse, l'unica differenza è come la pressione del tasto implica il passaggio dell'aria.
Infatti ogni ausilio non direttamente controllato dal tasto ma funzionante come "servomeccanismo" non permette di recepire in alcun modo il naturale fenomeno dello "stacco" del ventilabro che dà quello che si può considerare il "tocco" di un organo, come avviene per un clavicembalo per intenderci.
La trasmissione meccanica richiede che la consolle dell'organo sia vicina o solidale al corpo delle canne, e negli strumenti di una certa dimensione risulta più sensibile l'appesantimento del tocco nell'utilizzare molti registri perché aumenta la resistenza richiesta per lo stacco del ventilabro, ma ciò non deve essere inteso come un "difetto" ma come una caratteristica.
Tornando ai vari tipi di trasmissione, quella pneumatica ha presentato inizialmente qualche difetto nativo circa l'immediatezza tasto - ventilabro, anche a distanze ridotte se non ben realizzata; essa è stata decisamente soppiantata da quella elettrica (anch'essa non esente da difetti alle sue prime comparse).
In ambienti stranieri, dove lo studio sulle trasmissioni di strumenti molto grandi ha implicato maggiore ricerca, si è giunti a risultati decisamente più felici, rispetto all'Italia, anche per la sola pneumatica; ciò soprattutto con l'introduzione della leva Barker che, mediante un piccolo mantice, moltiplicava la potenza richiesta, risultando utile per la gestione di grossi somieri e quindi rivoluzionando i "limiti" della trasmissione meccanica per "macchine" di una certa dimensione.
In genere ogni trasmissione non meccanica non dà problemi per l'utilizzo di molti registri simultaneamente, in quanto tale trasmissione si avvale di "servomeccanismi" che designano al tasto la sola funzione di "comando" o di "interruttore", ma non di tocco.
Allontanare la consolle dal somiere introduce un ritardo tra l'azionamento dei tasti e l'emissione del suono, ma ciò è avvertito dall'organista in quanto esso si trova a distanza dal corpo delle canne. Trasmissione elettrica ed elettronica sono immediate, e permettono anche con relativa semplicità di avere più somieri distinti.

### Consolle

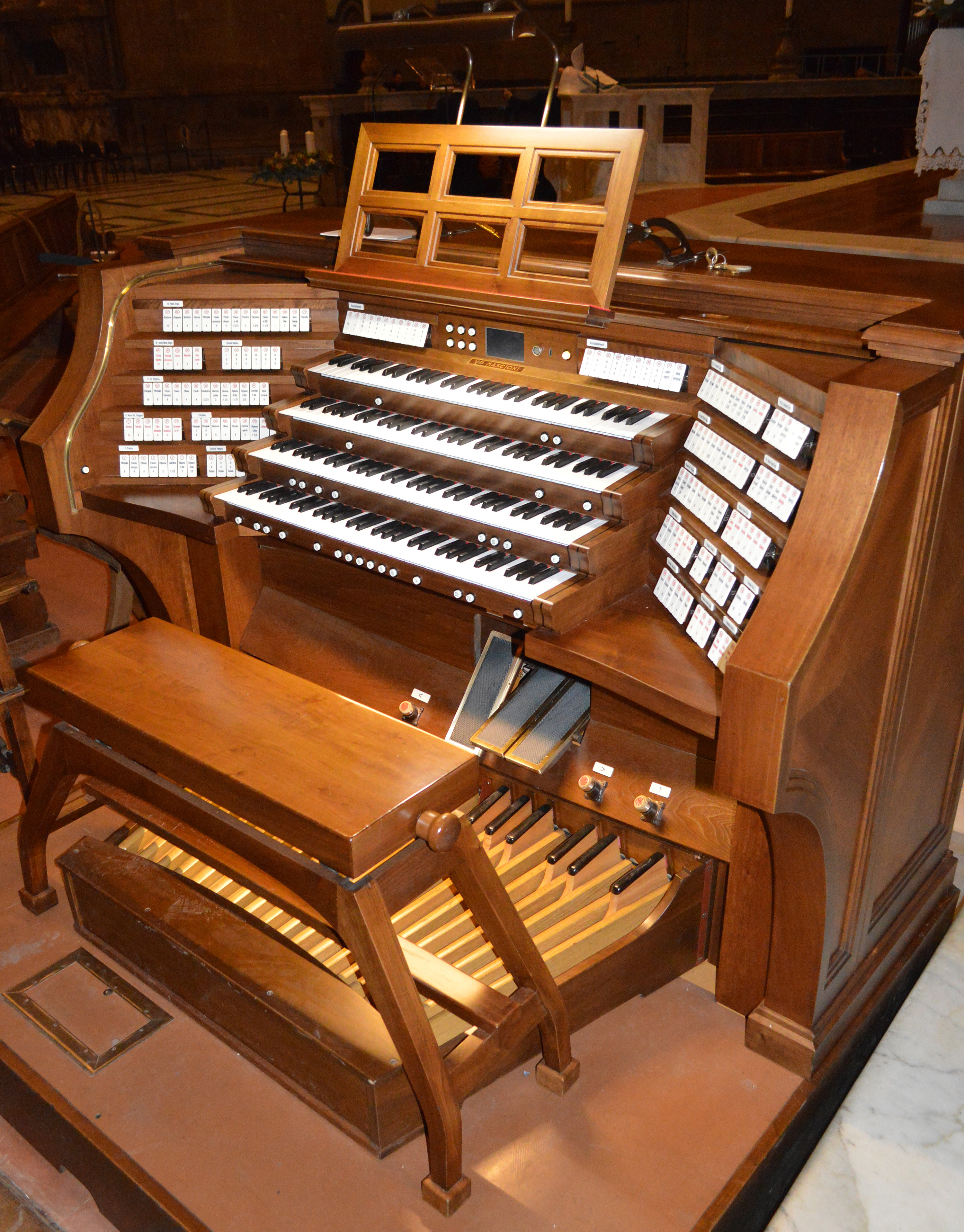
La consolle a quattro manuali dell'organo della cattedrale di Santa Maria del Fiore a Firenze (Mascioni opus 805).

Per consolle si intende il luogo di "comando" dello strumento da parte dell'organista: è l'insieme dei manuali, della pedaliera, delle staffe e dei comandi di registro, unione e cancellazione a disposizione sullo strumento. A volte la consolle è posta anche a notevole distanza dai somieri e dalle canne, ma con questo termine, che modernamente viene identificato con la consolle elettrica distaccata dal corpo delle canne, si indica anche semplicemente la "finestra" che racchiude manuali, pedaliera e registri in una cassa d'organo, detta appunto "consolle a finestra" negli organi meccanici. 
Non sono rari gli organi che possono essere comandati da più di una consolle, soprattutto per esigenze liturgiche o per la presenza del coro.

### Buffet
Il buffet è una struttura, nella stragrande maggioranza dei casi in legno, che ha la funzione di sostenere, proteggere e nascondere, ov'è il caso, la parte interna dell'organo, in particolare canne e somieri, ma svolge anche la funzione di dirigere e amplificarne il suono e di cassa di risonanza. Soddisfa anche a un'esigenza estetica, tanto che moltissimi buffet sono realizzati su progetto di esperti e noti architetti.

## Galleria d'immagini

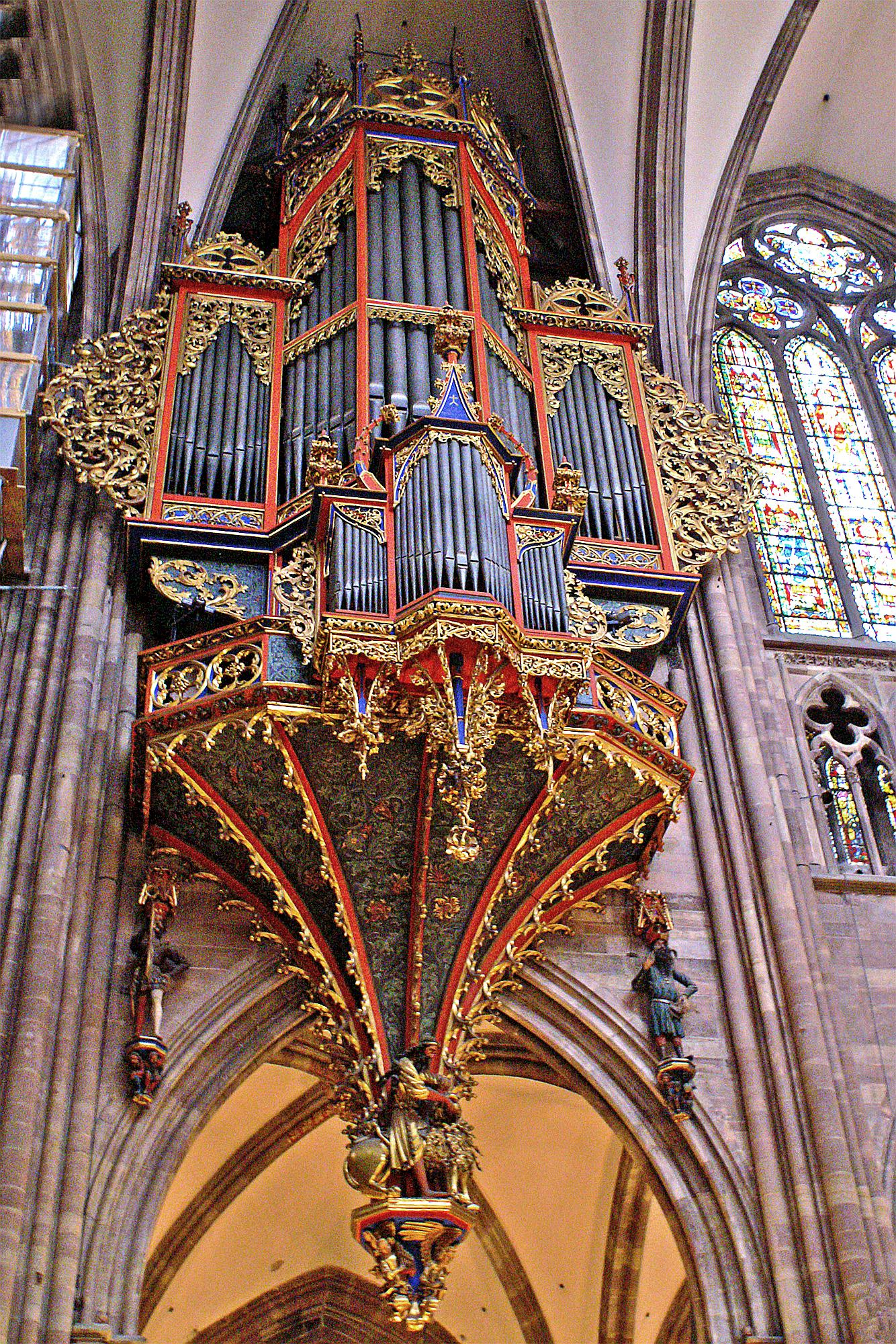
L'organo della cattedrale di Nostra Signora a Strasburgo.
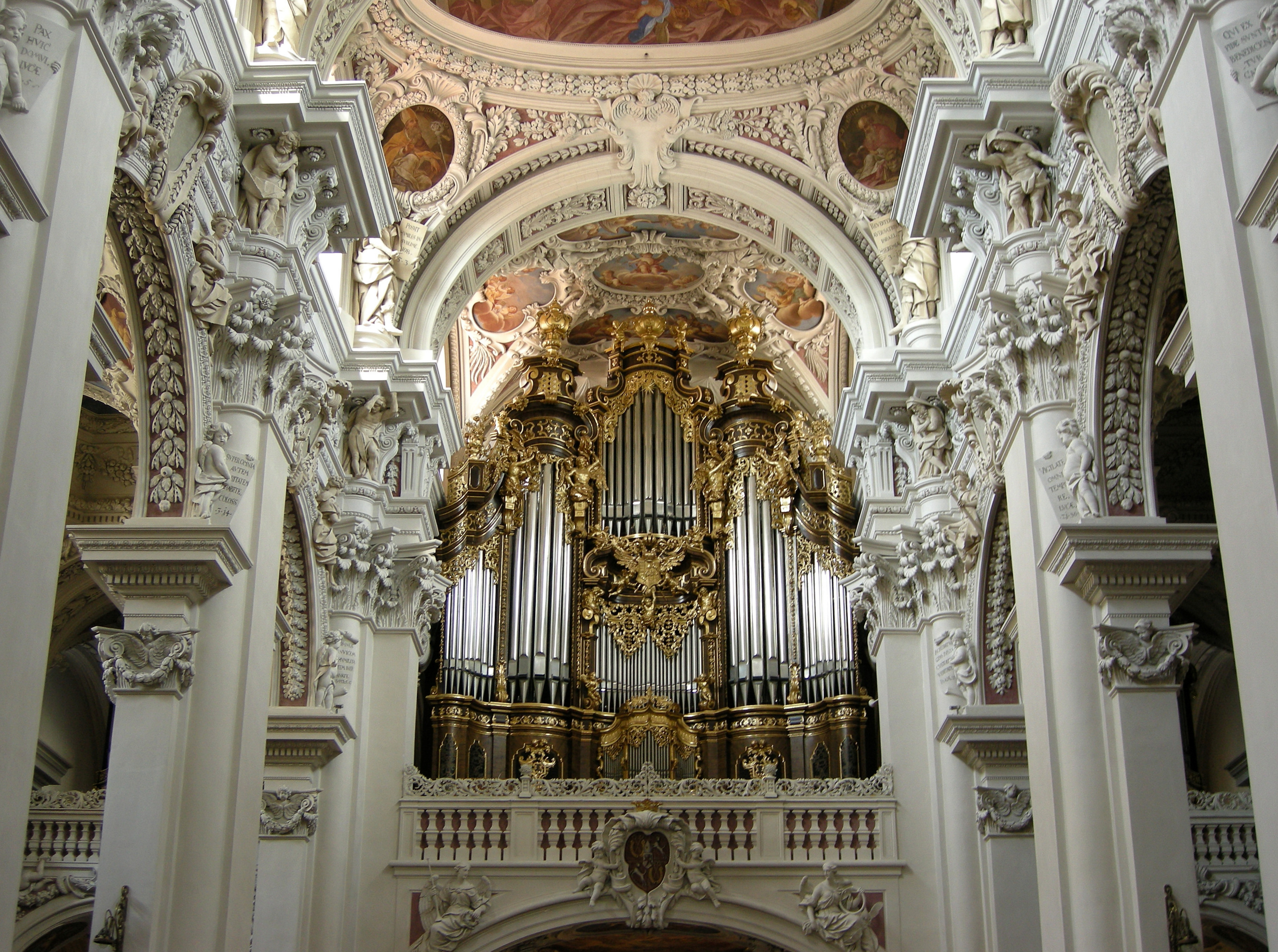
L'organo della cattedrale di Passau, in Germania, uno dei più grandi del mondo.
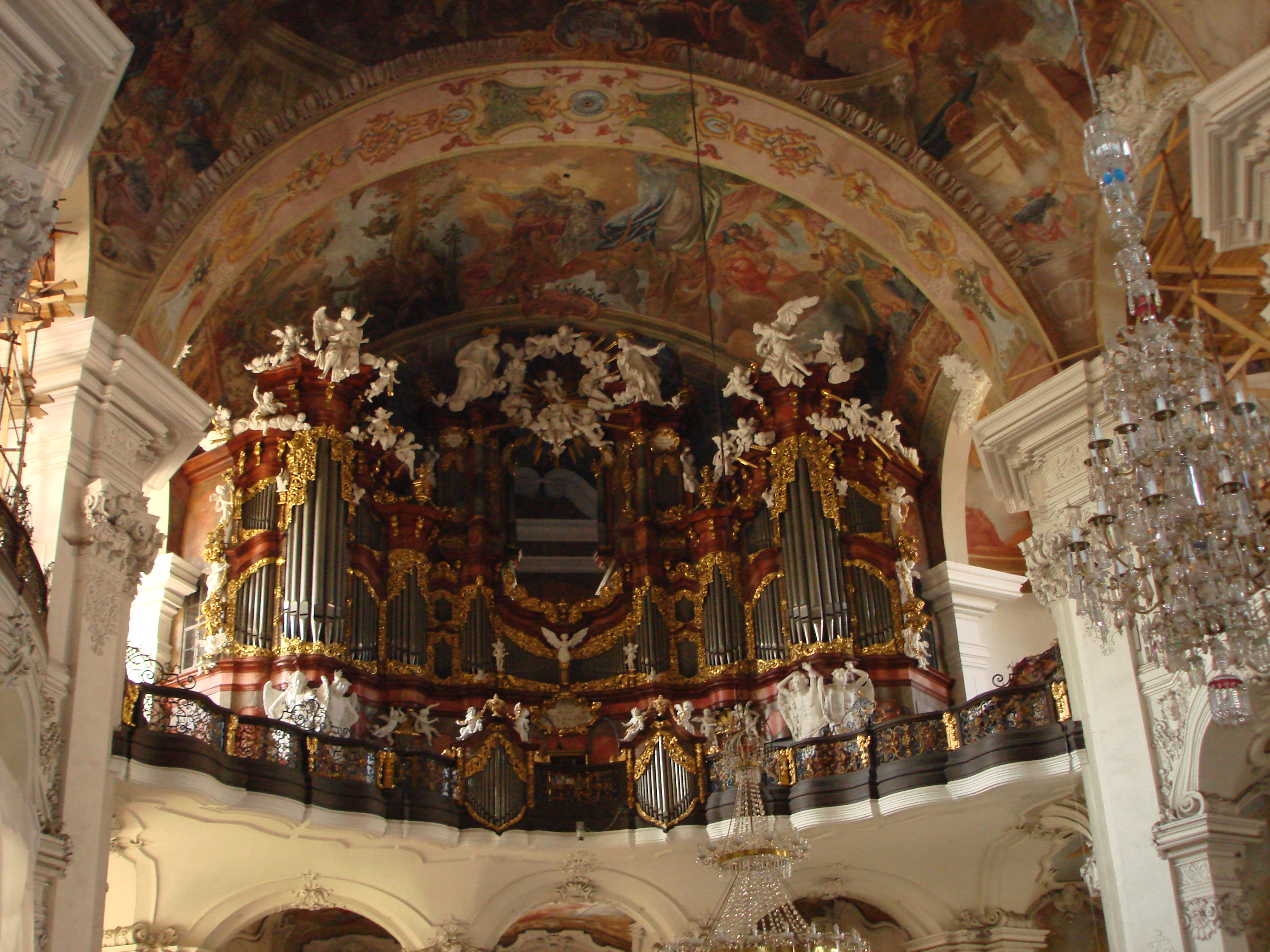
Il grandioso organo dell'Abbazia di Krzeszów, in Polonia.
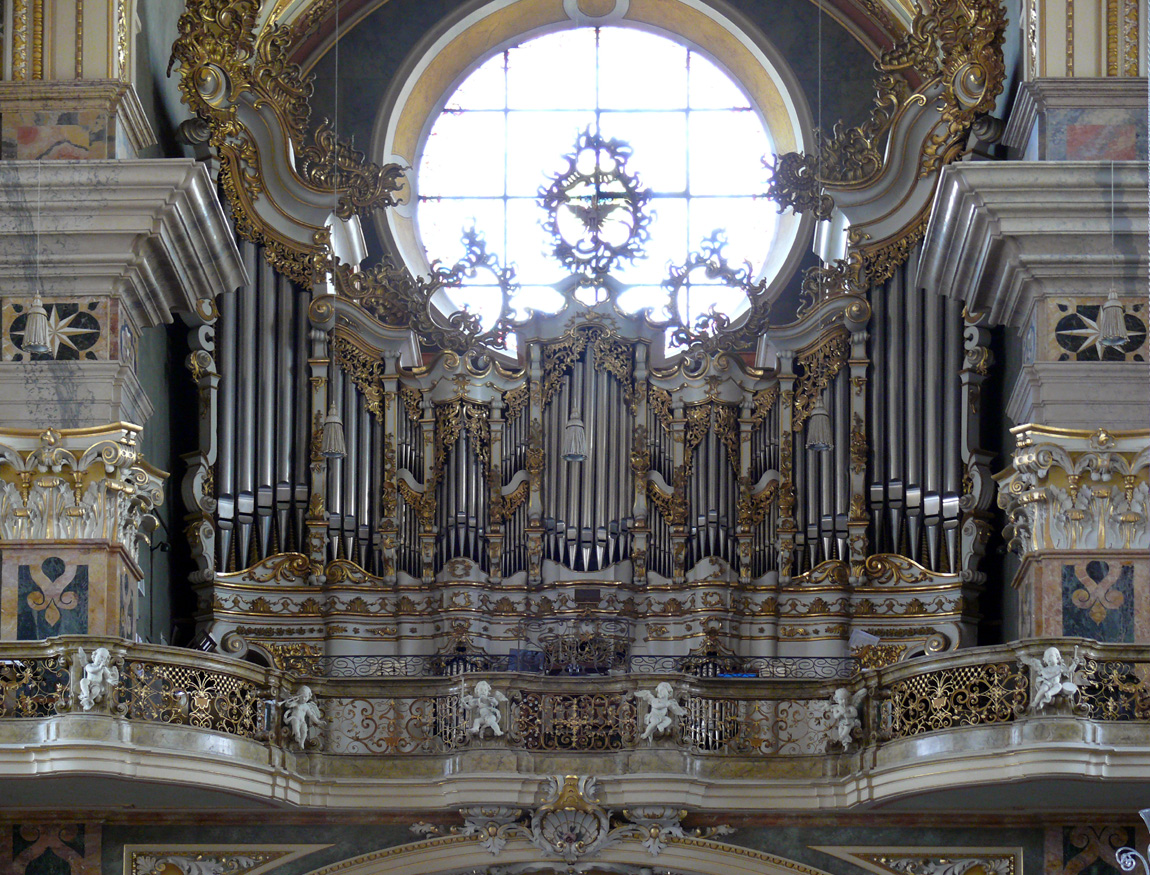
L'organo barocco del duomo di Bressanone.
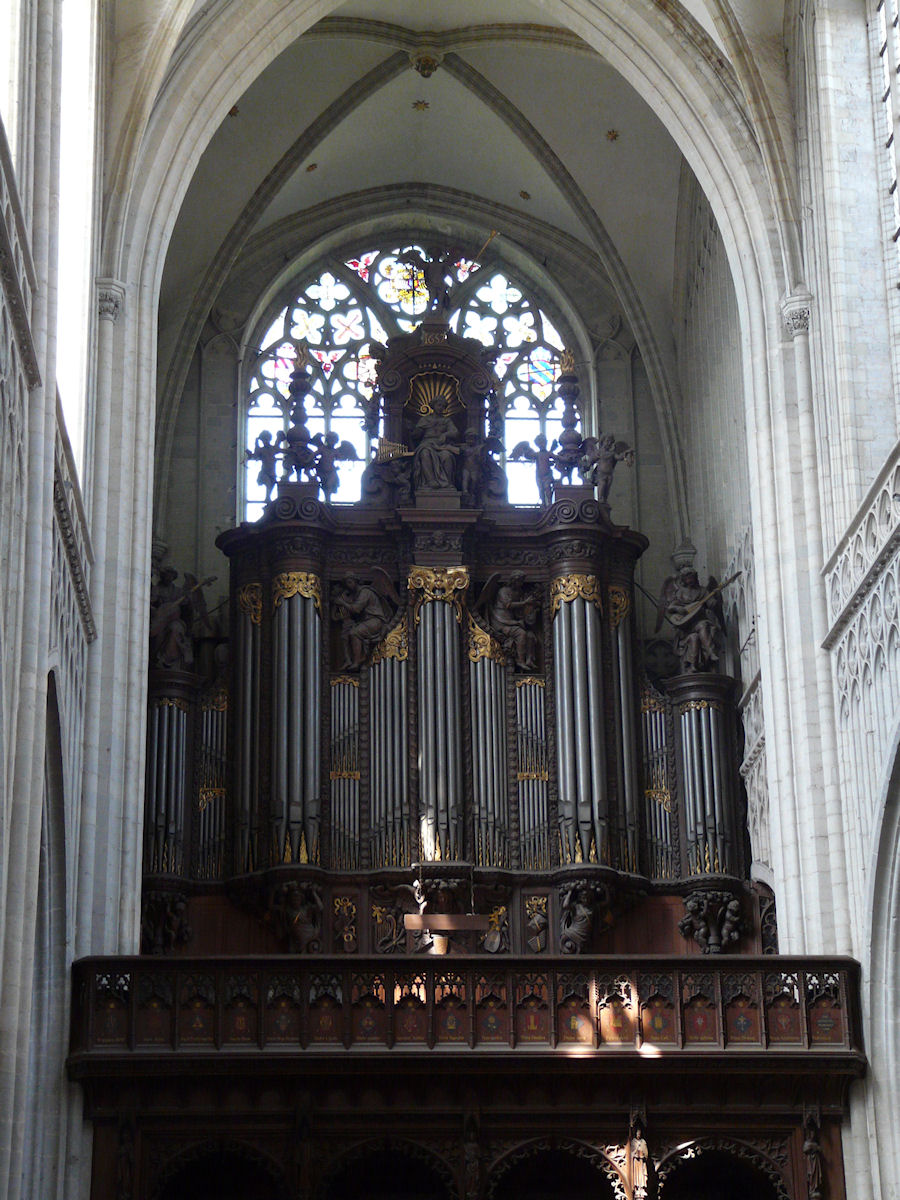
L'organo del 1657 della cattedrale di Anversa, in Belgio.
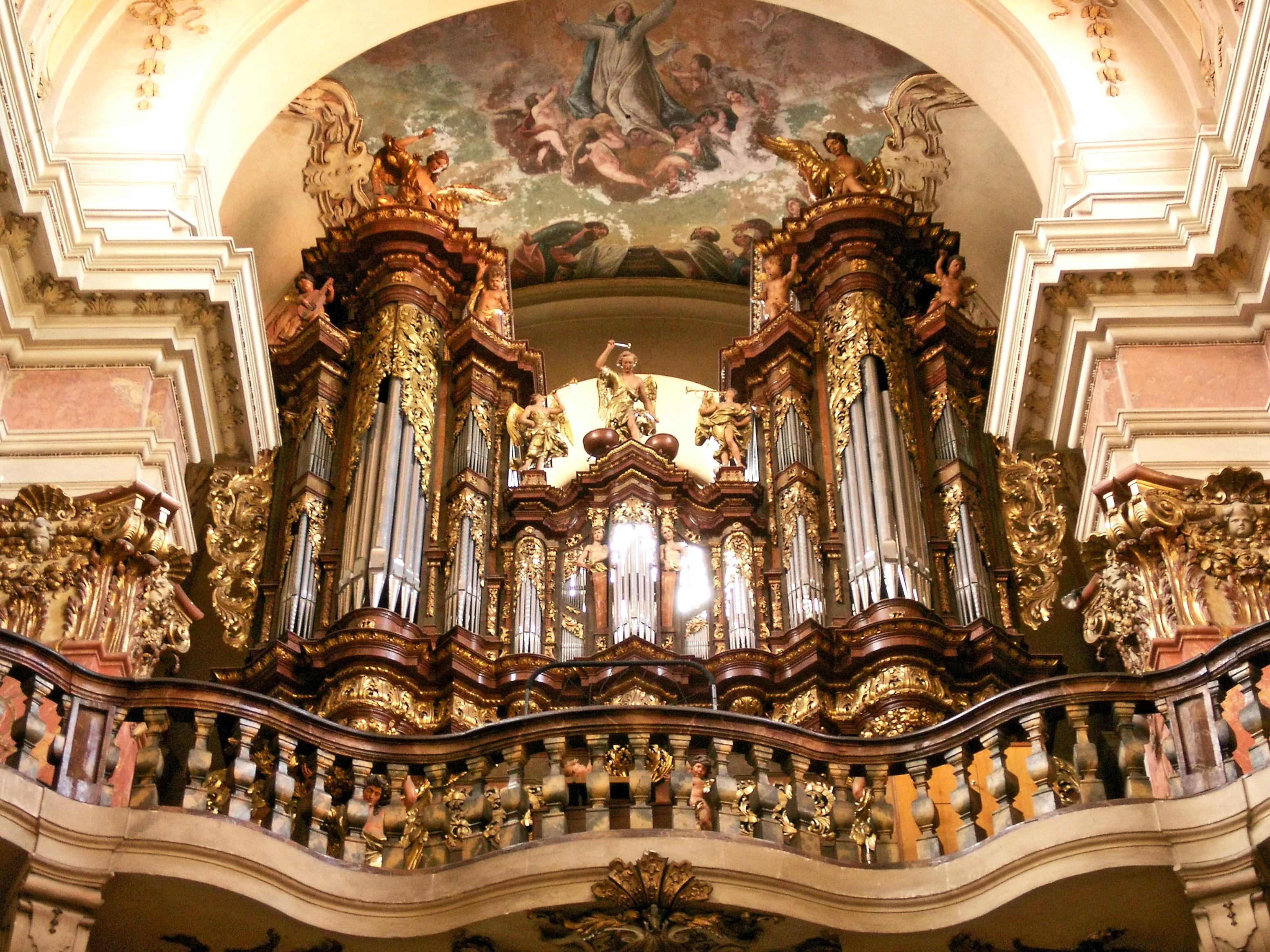
Organo barocco della chiesa di San giacomo a Praga.
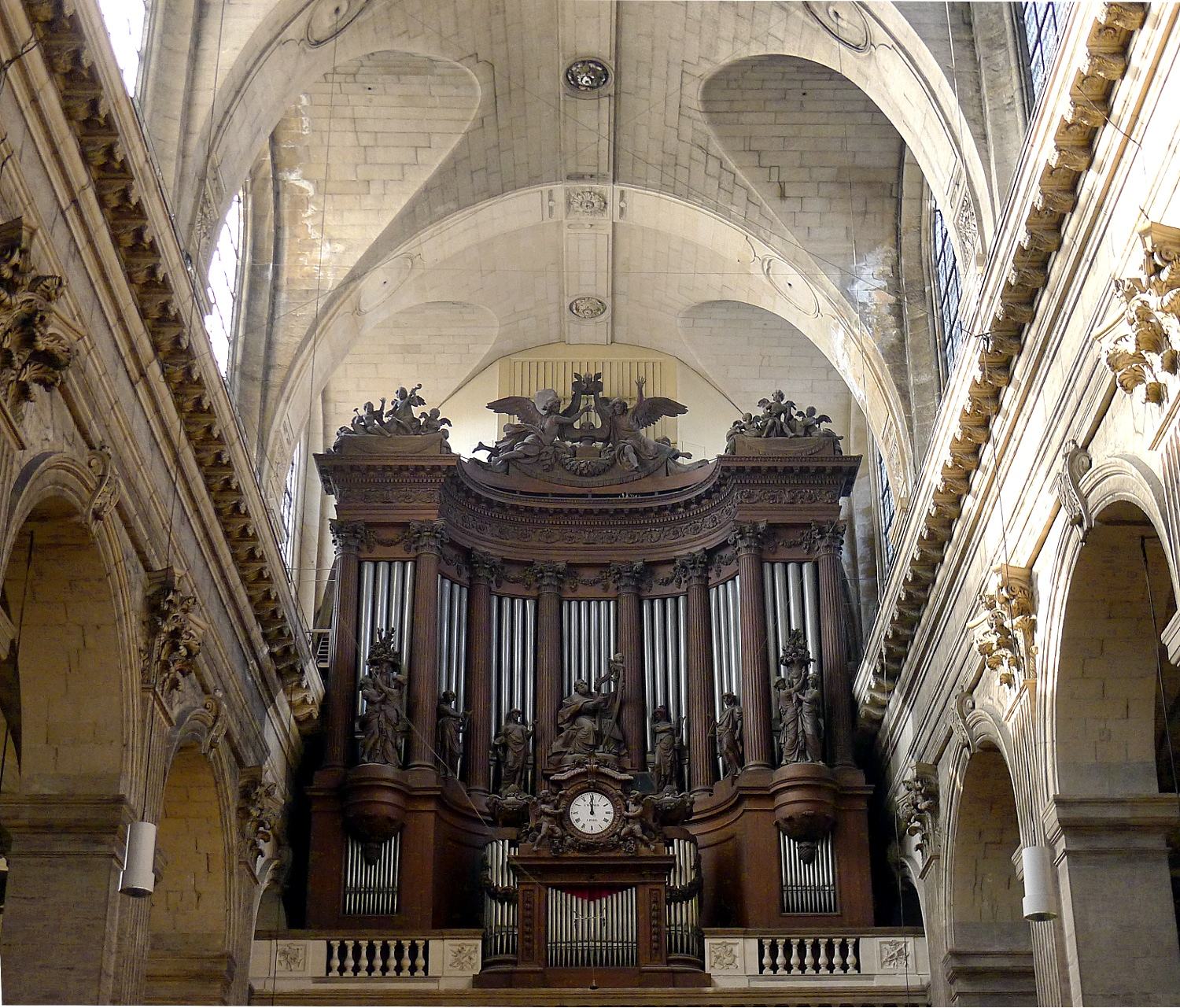
Organo Cavaillé Coll della chiesa di Saint-Sulpice a Parigi.
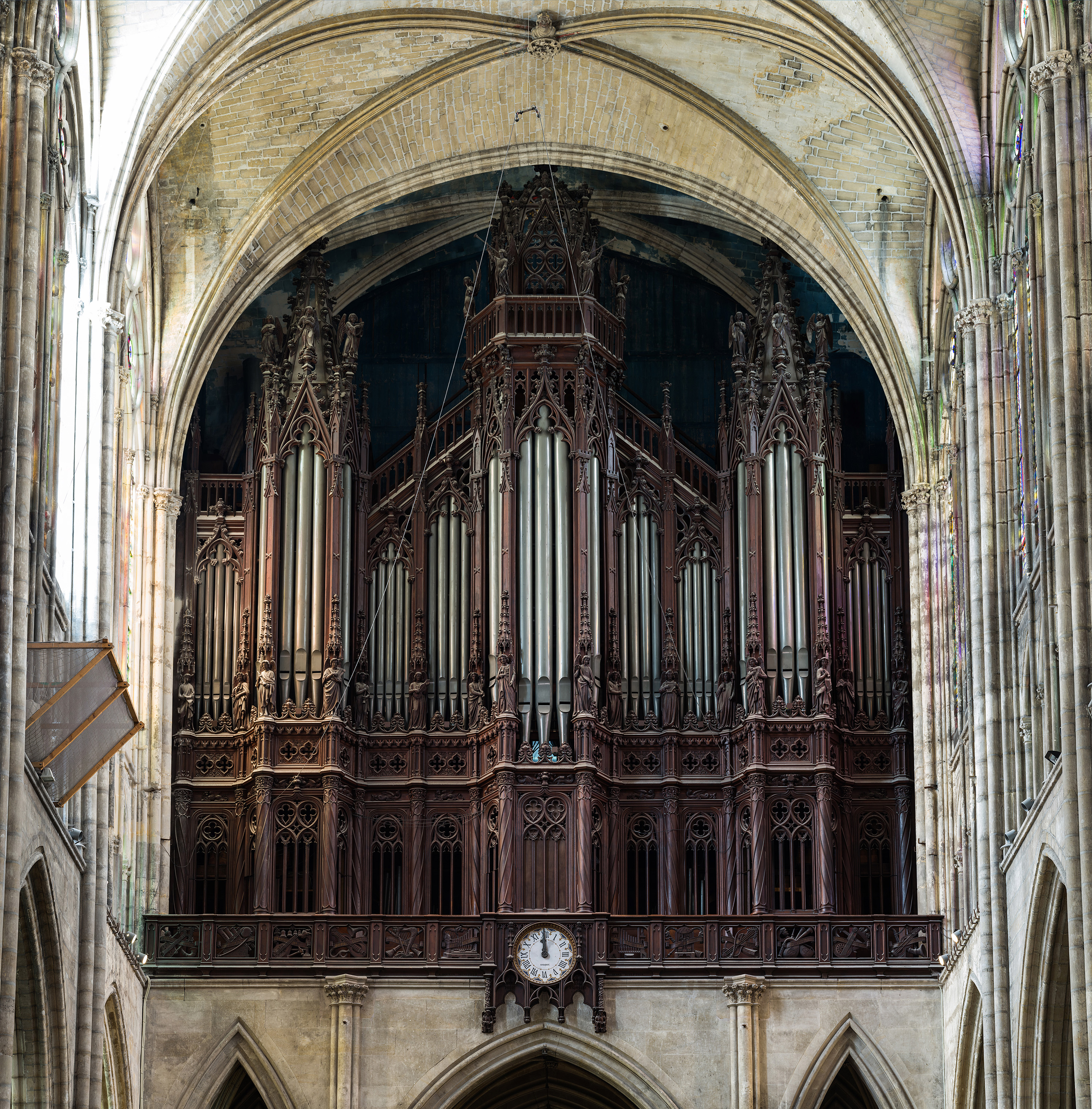
Primo organo di Cavaillé-Coll nella Basilica di Saint-Denis, a Saint-Denis.
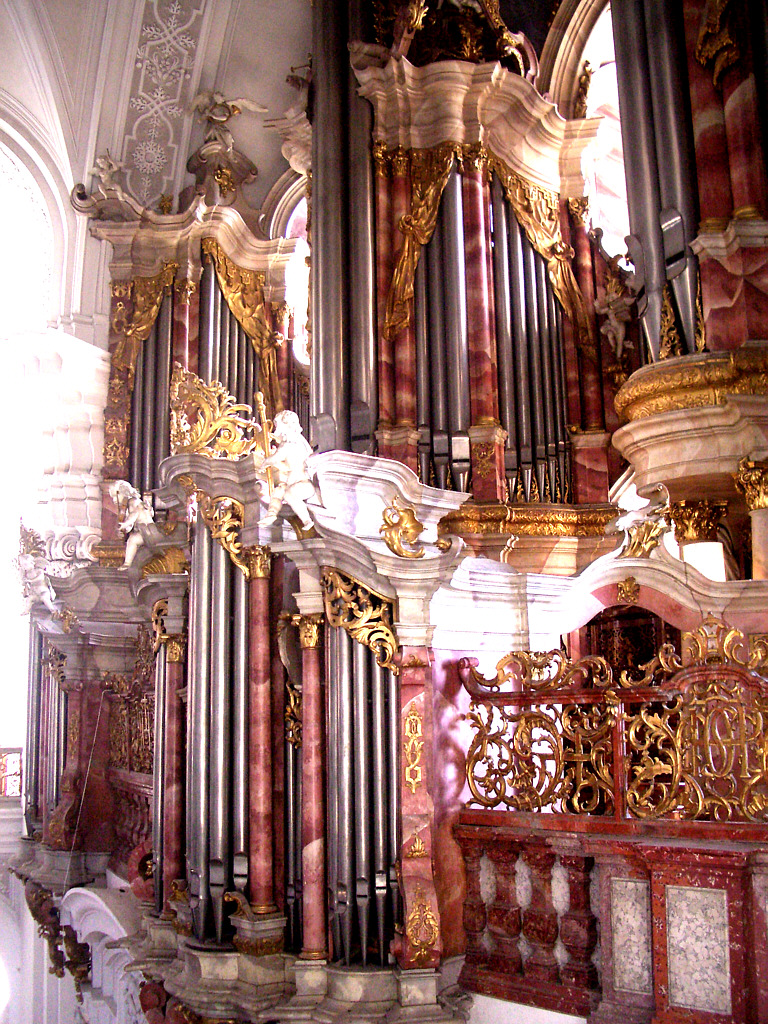
L'organo della basilica di San Martino a Weingarten, risalente al XVIII secolo.
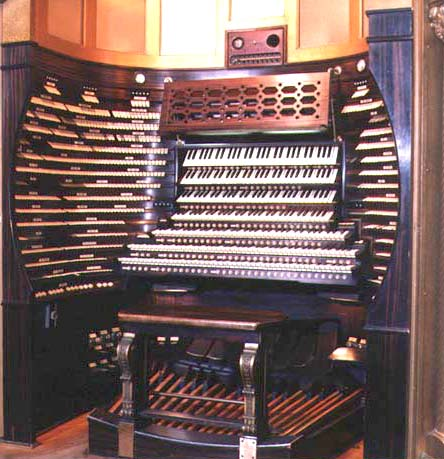
La mastodontica consolle dell'organo del Boardwalk Hall Auditorium di Atlantic City (USA).
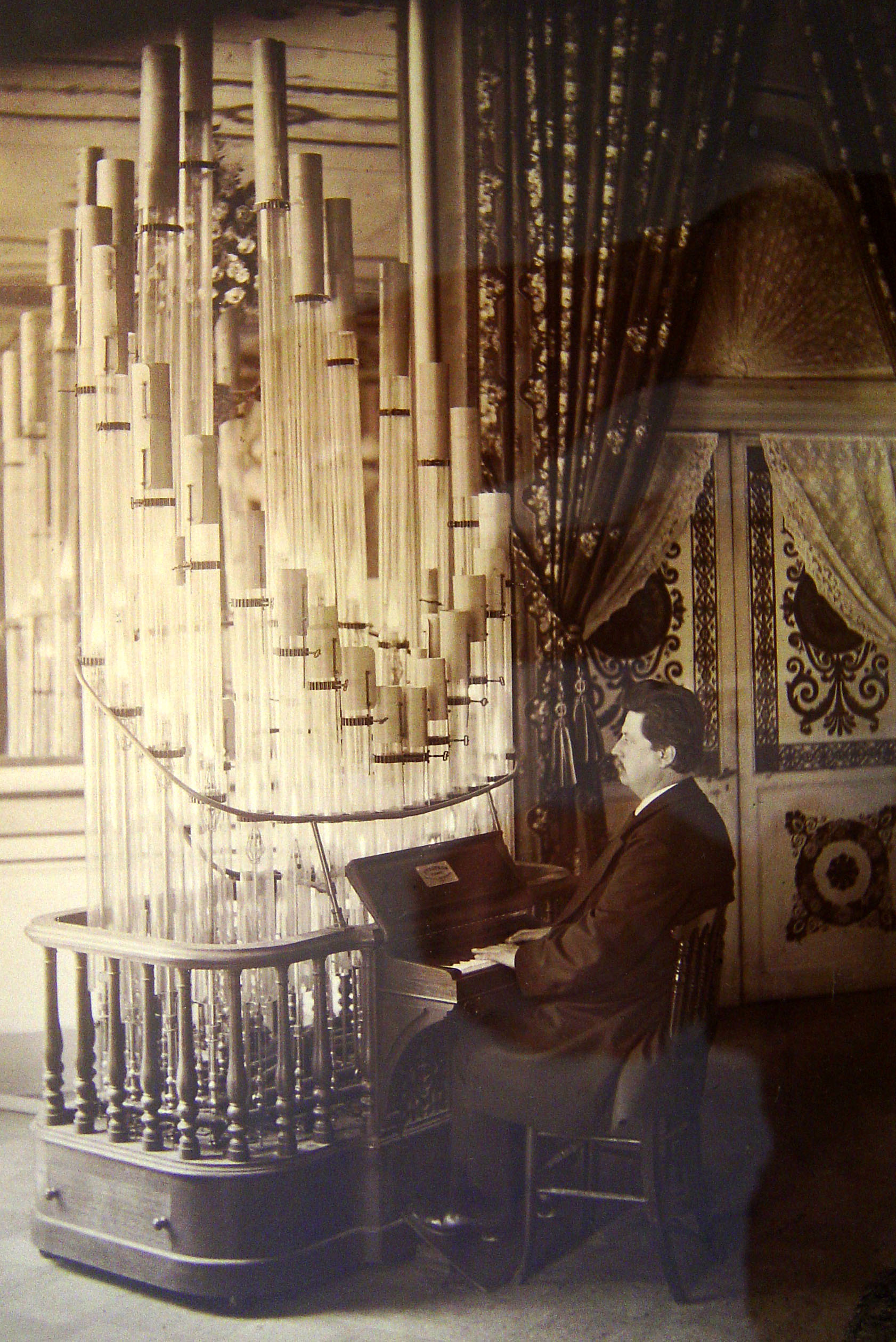
Wendelin Weißheimer, allievo di Liszt, suona un organo pirofono.
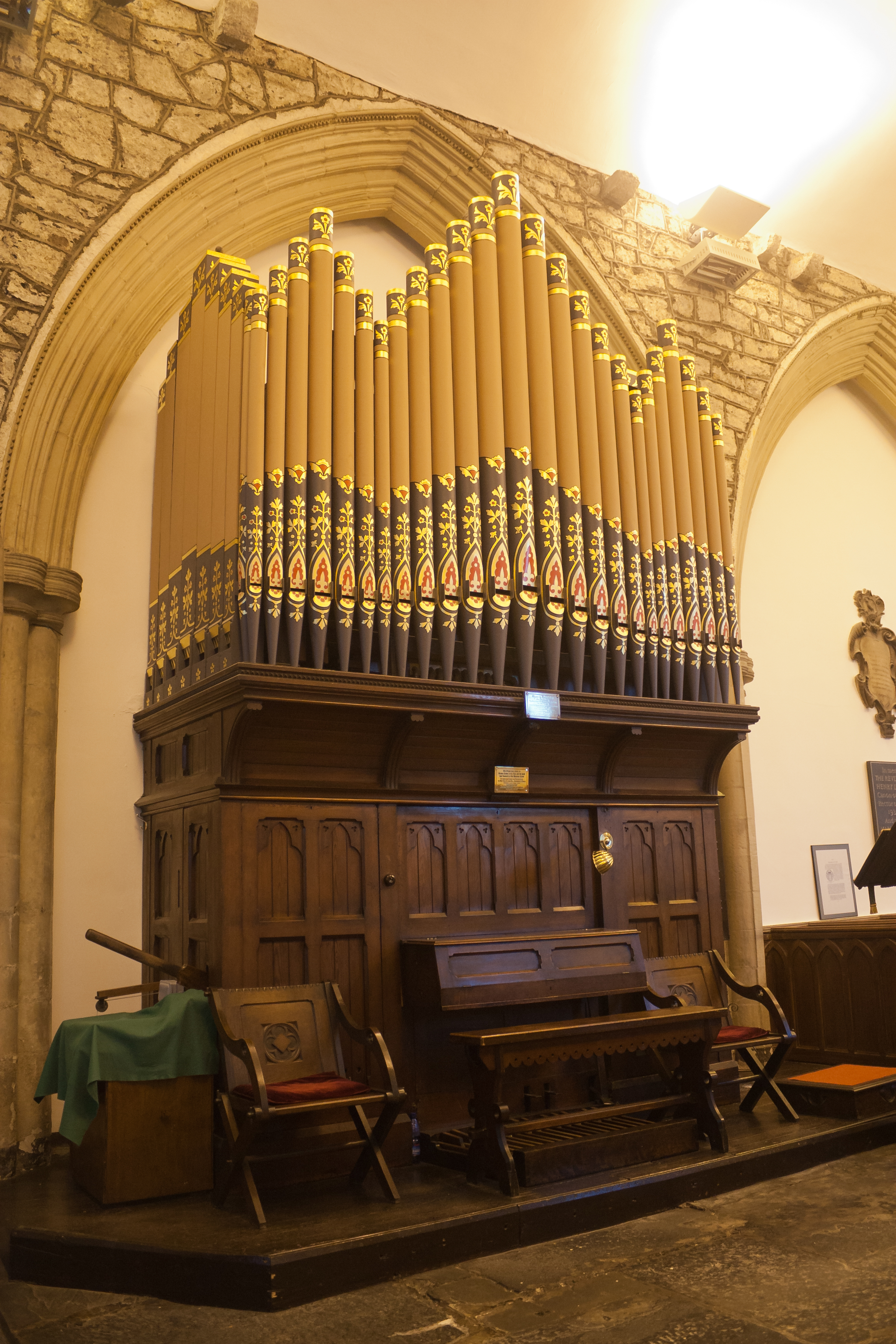
Organo della Chiesa di Sant'Audoeno di Dublino, in Irlanda.
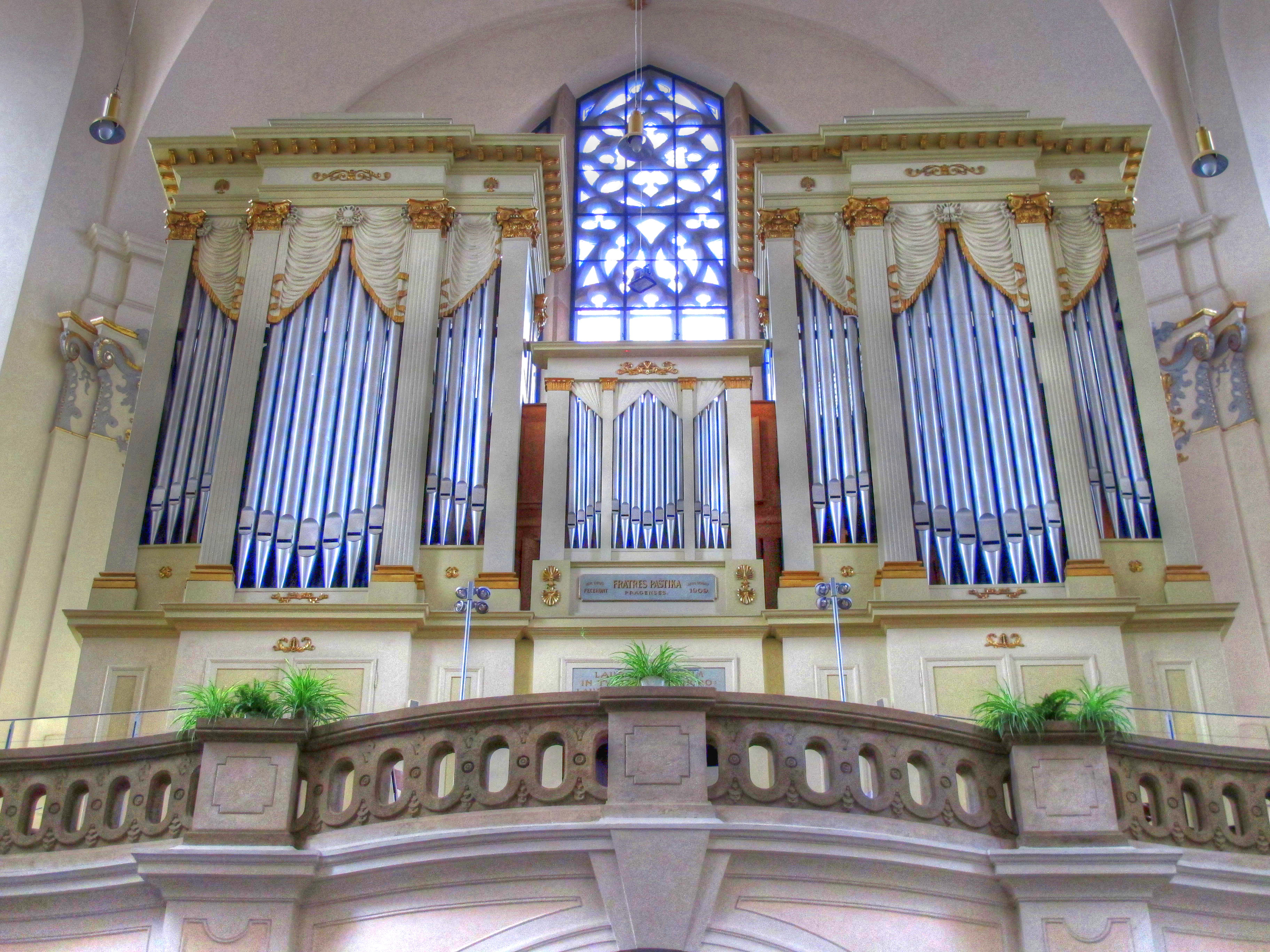
Organo della cattedrale dei Santi Pietro e Paolo a Brno, nella Repubblica Ceca.
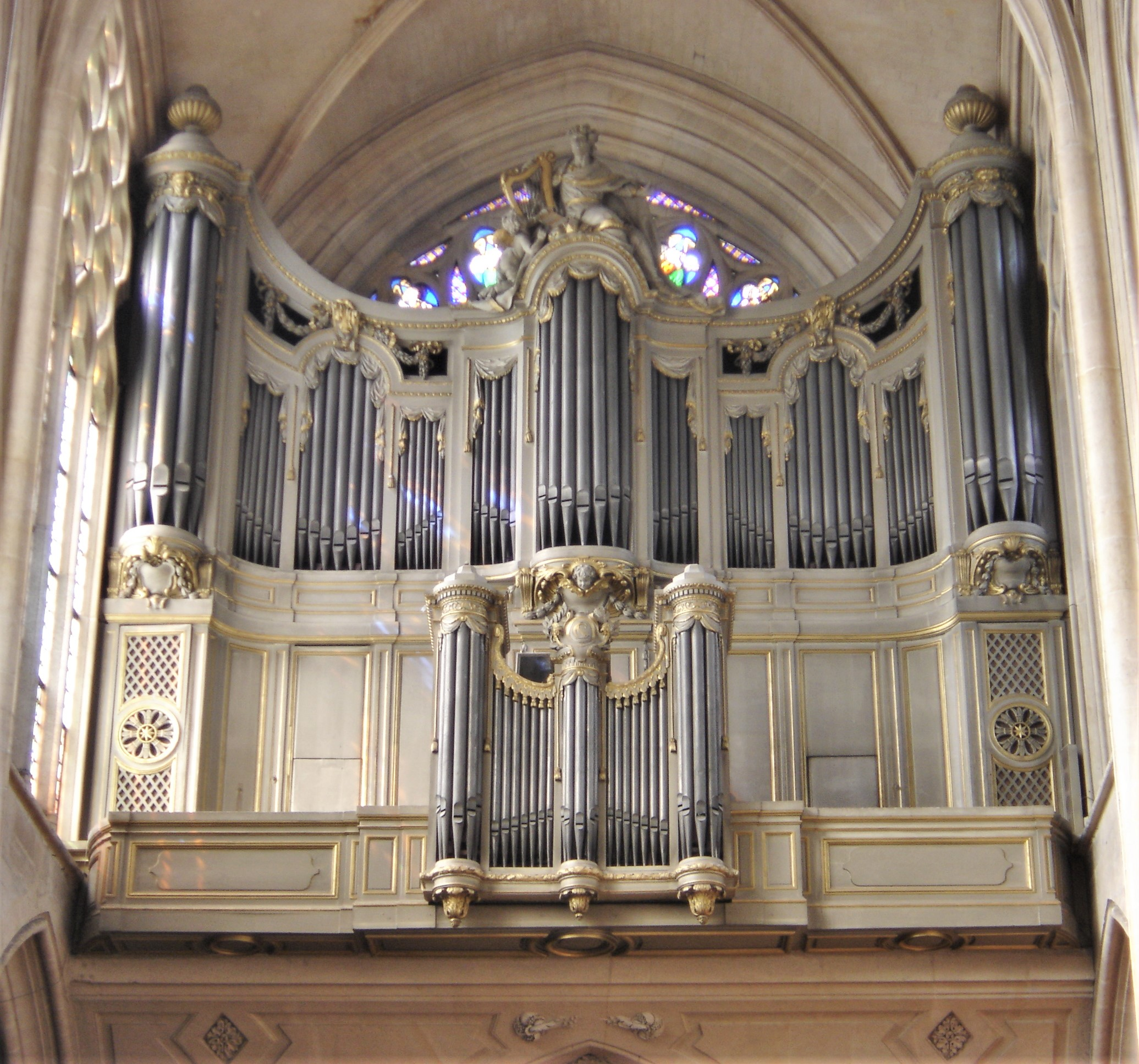
L'organo della chiesa di Saint-Germain-l'Auxerrois a Parigi (Francia).
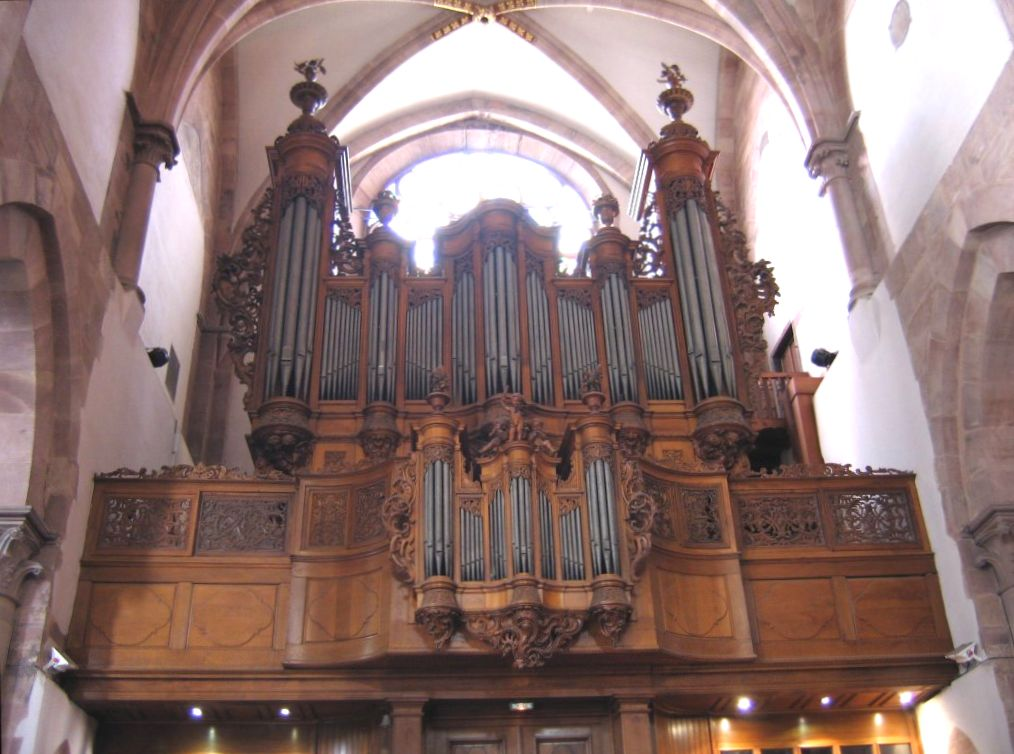
Organo Silbermann della chiesa di San Tommaso, a Strasburgo (Francia).

### Annotazioni
1. ↑  In particolare, l'organo Hammond.
2. ↑  Sia analogici che digitali.

### Fonti
1. ↑   A. L. Antinori, Annali degli Abruzzi, IVbis, Bologna, Forni Editore, 1971,  p. sub anno 826.
2. ↑  The World's Largest Pipe Organs
3. ↑  Ugo Leoni - L'organo a canneArchiviato il 22 marzo 2010 in Internet Archive.
4. ↑  (FR)  https://www.universalis.fr/encyclopedie/orgue/1-structure-physique/